# شتیتینا
شتیتینا (به چکی: Štítina) یک منطقهٔ مسکونی در جمهوری چک است که در ناحیه اوپاوا واقع شده‌است. شتیتینا ۱٬۲۰۴ نفر جمعیت دارد.

## نگارخانه

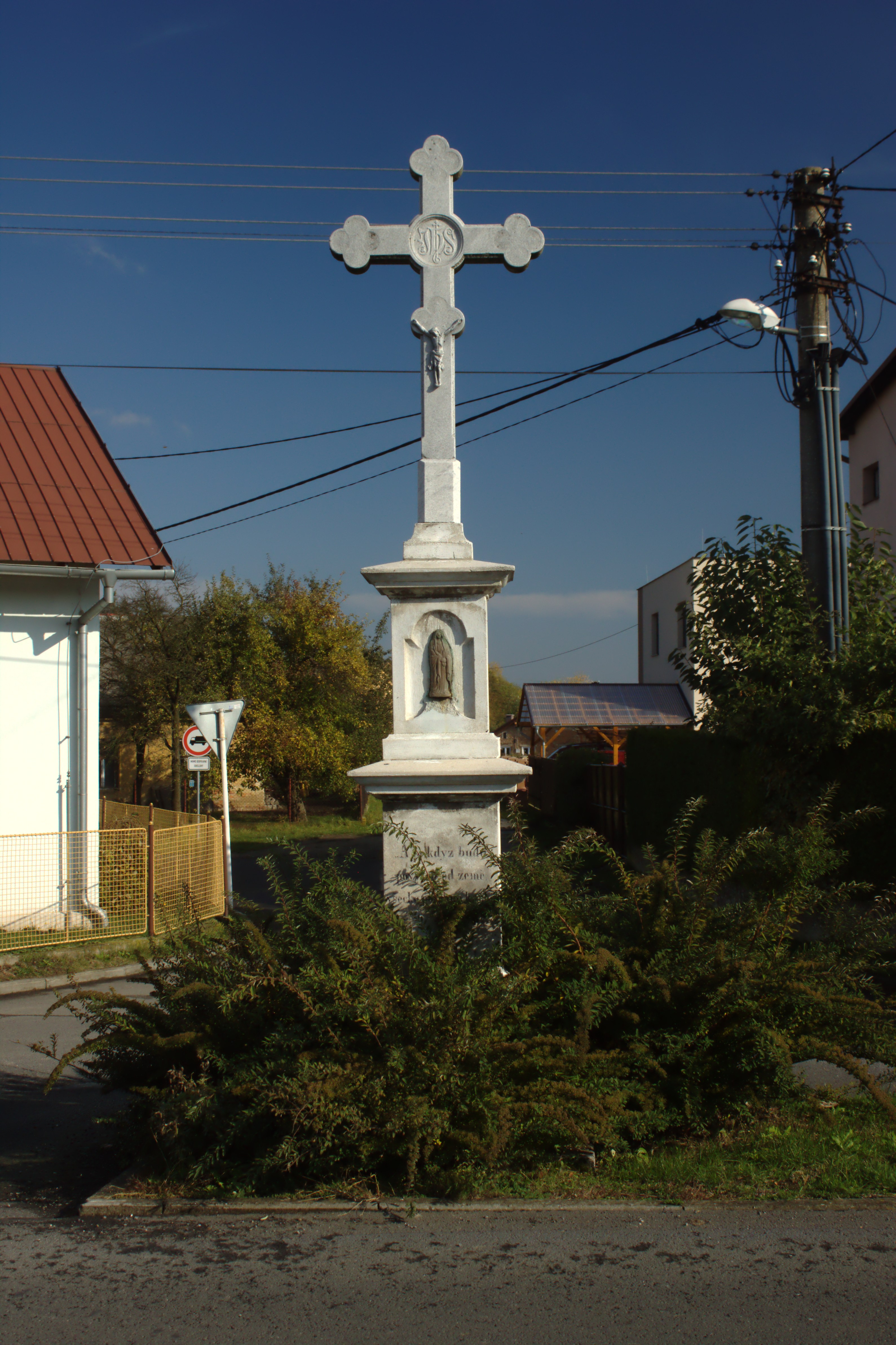
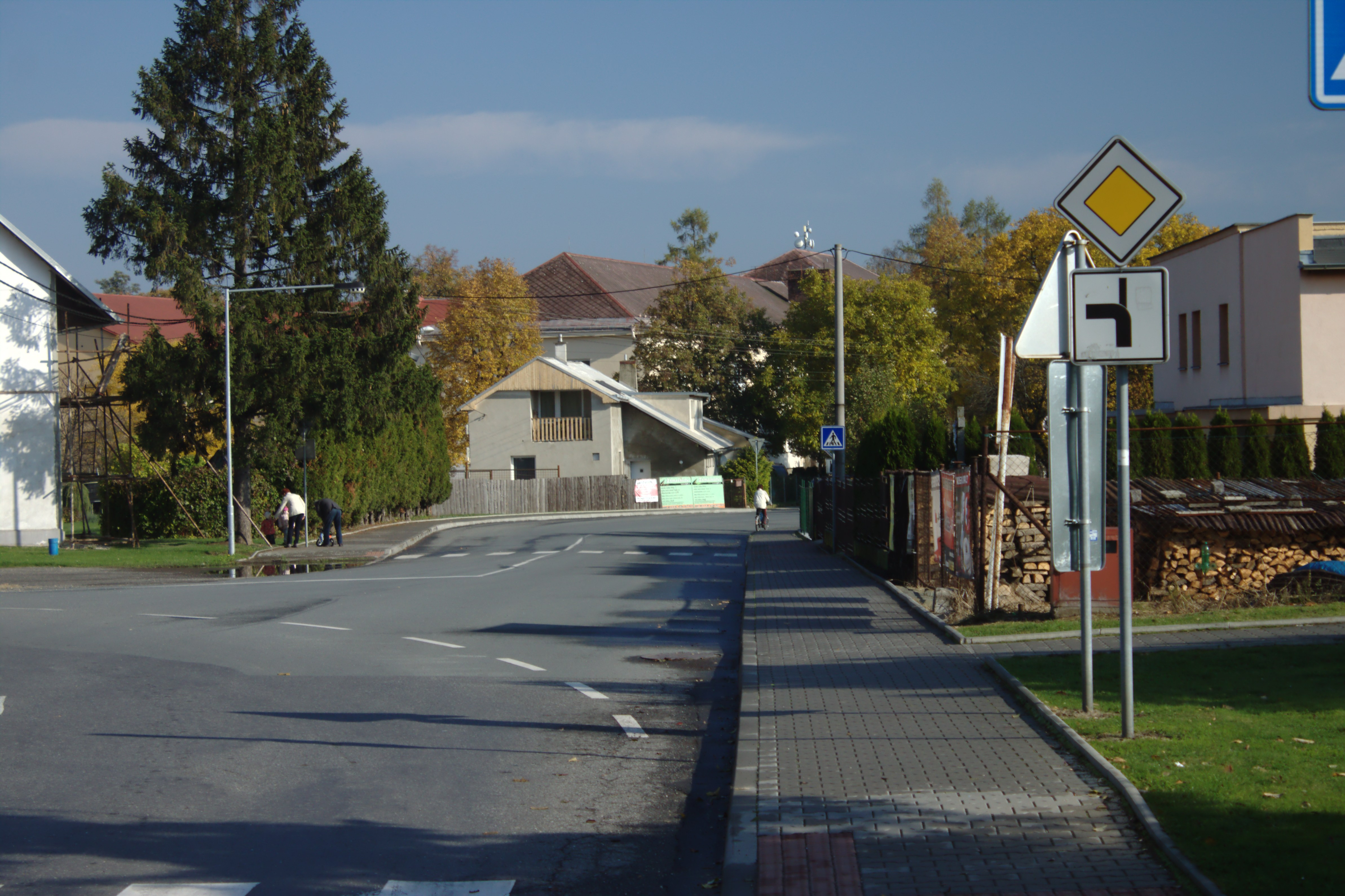
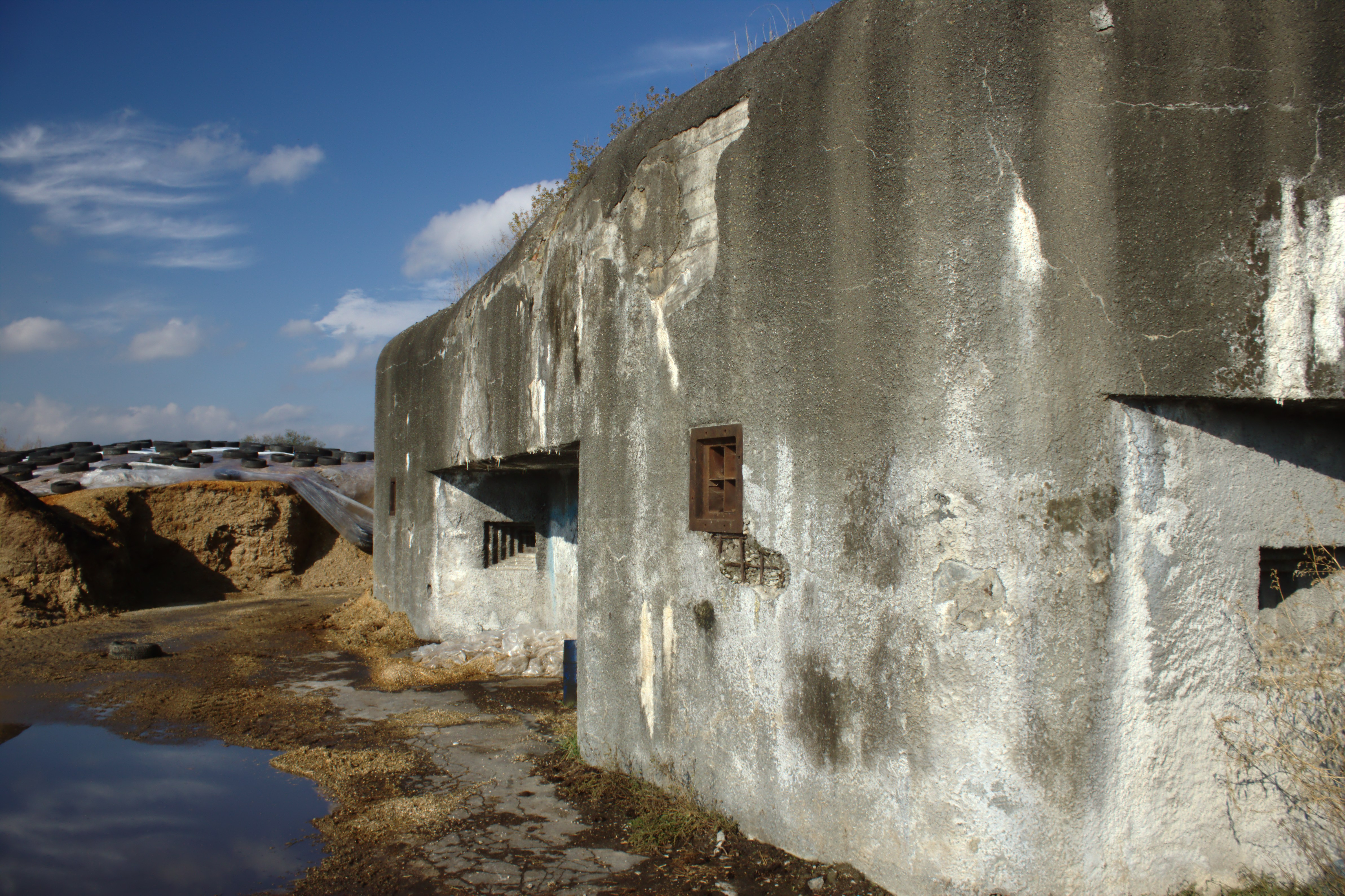